# Wzgórza Wysockie
Wzgórza Wysockie – niewielki grzbiet morenowy o łagodnych zboczach w południowej części Wysoczyzny Kaliskiej.
Rozciągają się od Wysocka Małego i Pruślina na zachodzie po okolice Westrzy na wschodzie. 
Wzniesienie kościelne we wsi Wysocko Wielkie ma wysokość 189,4 m n.p.m., natomiast wzniesienie położone na pograniczu Wysocka i Ostrowa Wlkp. ma 185,4 m n.p.m. Kolejna dalsza kulminacja o wysokości 182,9 m n.p.m. znajduje się we wsi Nowe Kamienice. Ostatnim wzniesieniem pasma jest „Golgota”. Góra ta opada w kierunku zachodnim i południowym bardzo stromymi, dwudziestometrowymi klifami. Na wschodnim zboczu wzgórza istnieje klasztor oo. Pasjonistów.